# عزیز احمد نادم
عزیز احمد نادم (زاده: ۱۳۳۷ ولسوالی پشتون زرغون، ولایت هرات) سیاست‌مدار افغانستانی و نماینده مردم هرات در دوره پانزدهم مجلس نمایندگان افغانستان است. شماره تماس ٠٠٩٣٧٩٩٣٦٥١

## زندگی‌نامه
عزیز احمد نادم متولد ۱۳۳۷ از ولسوالی پشتون زرغون قریه مهر آباد، ولایت هرات افغانستان است. وی دارای مدرک تحصیلی بکلوریا/دیپلم است.موصوف در زمان تجاوز قشون سرخ شوروی به منظور دفاع از وطن در برابر تجاوز بلوک شرق، ملکیت های شخصی خویش را بفروش رسانده و جبهات خویش را در آن زمان تمویل می‌نمود، بعد از شکست قشون سرخ در افغانستان، وی سلاح خویش را به زمین گذاشته و مشغول پیشنه خویش که همانا تجارت بود شد، بعد از آغاز حکومت طالبان وی به عنوان شخص بیطرف در بین اقوام خویش حضور داشته و در حل منازعات بین اقوام همکاری بی طرفانه می نمود، وی در دوره پانزدهم ولسی جرگه شورای ملی به عنوان نماینده مردم ولایت هرات در ولسی جرگه با کسب حدود هشت هزار رأی انتخاب گردید و عضو کمیسیون اقتصاد ولسی جرگه شد، در زمان وکالت خویش خدمات زیادی را برای تمام مردم افغانستان به انجام رسانید و همچنان در دو دوره با کسب رأی از سوی اعضای کمیسیون اقتصاد به عنوان رئیس کمیسیون متذکره انتخاب گردید و همچنان در اولین گروپ پارلمانی به عنوان معاون آن گروپ از سوی اعضای تیم اش برگزیده شد، عزیز احمد نادم از جمله وکلای با شخصیت و مطرح در پارلمان کشور در آن دوره بوده و توانست در زمان وکالت خویش هشت قانون را پاس نماید که این ریکورد در بین کمیسیون های پارلمان بی سابقه بوده است، موصوف بعد از ختم دورۀ پانزدهم برای دومین بار خود را کاندید شورای ملی نمود که در آخرین مرحله نیز در بین اعضای برنده حضور داشت، اما بنابر حساسیت ها و سلیقه سران حکومت وی را از لست برندگان حذف نمودند.
وی در حال حاضر از جمله سران اقوام در ولایت هرات بشمار میرود.

## دیگر فعالیت‌ها
- تجارت.[۱]
- رئیس شرکت برادران نادم.[۱]
- حضور در جبهه جنگ در زمان جهاد.
- نماینده مردم هرات در ولسی جرگه.
- رئیس کمیسیون اقتصاد ولسی جرگه شورای ملی.